# Alonso Escoboza
Jesús Alonso Escoboza Lugo (n. Los Mochis, México; 22 de enero de 1993), es un futbolista mexicano. Juega como lateral izquierdo o interior izquierdo y su actual equipo es el Club Jaiba Brava de la Liga de Expansión MX.

## Trayectoria

### Inicios y Club Santos Laguna
Empezó jugando en el equipo del Santos Laguna de la Tercera División de México en donde consiguió 8 goles la temporada 2008-2009. Rápidamente llamó la atención del personal del Santos y para la siguiente Temporada fue llamado a jugar con el equipo Sub-17 donde jugó del 2009 al 2011 y anotó 23 goles en 53 partidos. Después participó tanto en el primer equipo como en la categoría Sub-20, donde registró 14 goles en 30 encuentros.
Estuvo presente en la pretemporada del Santos previo al Apertura 2011 y le anotó un gol al Club América en uno de los partidos de preparación. Escoboza debutó el 23 de julio de 2011 a la edad de 18 años con el Club Santos Laguna en contra del Club de Fútbol Pachuca, entró al minuto 81 en lugar de Oribe Peralta, el resultado fue favorable para su equipo ganando 1-4 en el Estadio Hidalgo, Diego Cocca fue el director técnico encargado de debutarlo. Su primer partido internacional fue el 27 de julio en contra del Club Deportivo Olimpia, entró al minuto 66 en lugar de Christian Suárez y Santos ganó el encuentro 3-1. Su primer gol con el equipo lo consiguió el 19 de octubre en un partido de la Concacaf Liga Campeones 2011-12 en contra de Colorado Rapids. En 2012 fue convocado para participar en el Torneo de Viareggio con la sub-20. En el Clausura 2012, Santos logró el campeonato de liga al vencer en la final al Club de Fútbol Monterrey. por su edad y para seguir con su crecimiento se decidió que se fuera a préstamo con el club Necaxa.

### Club Necaxa
El 20 de diciembre de 2012, pasó en calidad de préstamo al Club Necaxa de la Liga de Ascenso de México. Se presentó con los Rayos el 4 de enero de 2013, en la derrota de su equipo ante Lobos de la BUAP. En cuartos de final del Clausura 2013, anotó sus primeros dos goles en contra de los Tiburones Rojos de Veracruz. Necaxa llegó a la final y fue derrotado por Neza FC que se coronó Campeón.

### Club Santos Laguna (Segunda etapa)
Después de terminar su préstamo regresó al Santos. Anotó su primer gol en Primera División el 23 de agosto de 2013, en un partido contra el Club Tijuana. El 18 de octubre de 2013 marcó su segundo gol del torneo al Monterrey marcando el 2-0 al minuto 59, el partido finalizó 3-2 a favor del Santos. Anotó su primer gol en liguillas el 24 de noviembre de 2013 en el partido de ida de cuartos de final contra el Querétaro FC al minuto 70, el partido finalizó en victoria de 3-2. Durante el torneo disputó 16 encuentros de liga, marcó 3 goles y asistió en dos ocasiones, mientras que en el torneo de copa disputó 3 partidos y realizó una anotación. Consiguió el título de la Copa México Apertura 2014, cuando Santos derrotó en tanda de penales al Club Puebla. El siguiente semestre obtuvo el título de liga del Clausura 2015 cuando su equipo derrotó en la final a Querétaro FC por marcador global de 5-3. En su paso por la Comarca Lagunera se tiene registrado un total de 14 goles y 8 asistencias en primera división con los Guerreros 

### Club Tijuana
El 29 de noviembre de 2015, se oficializó el traspaso de Escoboza a los Xoloitzcuintles de Tijuana, en compra definitiva siendo el tercer refuerzo de cara al Clausura 2016. Debutó el 1 de enero de 2016, con los Xolos en el empate 1-1 ante el Pachuca. Durante el certamen, jugó un total de 8 partidos de liga y dio 2 asistencias, al finalizar el Clausura 2016, en copa mx jugó otro par de partidos, metió 1 gol en su ciudad natal a los murciélagos de Los Mochis. 

### Chiapas
El 26 de junio de 2016, por petición de José Saturnino Cardozo se oficializó el traspaso de Escoboza a Jaguares de Chiapas en calidad de préstamo por 1 año. Durante la temporada 2016-2017, jugó 25 partidos y anotó 3 goles y dio 1 asistencia, con el cuadro de la selva chiapaneca.

### Club Puebla
En junio de 2017, se hizo oficial el fichaje de Escoboza al Club Puebla, en calidad de préstamo por 1 año, dio 1 asistencia y en otro partido anotó 1 gol a los pumas de la UNAM. 

### Dorados de Sinaloa
En mayo de 2018, se confirmó el traspaso de Escoboza a Dorados de Sinaloa en compra definitiva por 2 años, siendo el primer refuerzo de cara al Apertura 2018 en la Liga de Ascenso de México, Anotó 9 goles y dio 4 asistencias para el equipo de los dorados, en esta etapa su director técnico era DIEGO ARMANDO MARADONA. 

### Querétaro FC
El 18 de junio de 2019, Querétaro Fútbol Club anunció el fichaje de Escoboza. Con los gallos rompieron el récord de puntos de la institución, con 31 puntos, Escoboza anotó 3 goles y dio 3 asistencias en su etapa con el Querétaro. 

### Club América
El 29 de diciembre de 2019, se oficializa su traspaso al Club América, convirtiéndose en el segundo refuerzo de cara al Clausura 2020, Con las Águilas dio 4 asistencias, todas ellas fueron a Henry Martín. 

### Club Necaxa (Segunda etapa)
En el verano del 2021 reportó con el Club Necaxa, estuvo 2 torneos,donde anotó 2 goles y 4 asistencias para los Rayos. Las asistencias fueron a Rodrigo Aguirre. 

### Cruz Azul
Militó con Cruz Azul durante la temporada 2022-2023 el Apertura 2023. 3 goles anotó con la máquina 

## Estadísticas

### Clubes
| Club Santos Laguna · México |                              |               |     |    |    |   |    |    |     |    |
| 1.ª | 2011-12                      | 6             | 0   | -  | -  | 6 | 1  | 12 | 1   |    |
| 1.ª | 2012                         | 3             | 0   | -  | -  | 3 | 2  | 6  | 2   |    |
| 1.ª | Total club                   | 9             | 0   | 0  | 0  | 9 | 3  | 18 | 3   |    |
| 1.ª | Club Necaxa · México         |               |     |    |    |   |    |    |     |    |
| 2.ª | 2013                         | 13            | 3   | -  | -  | - | -  | 13 | 3   |    |
| 2.ª | Total club                   | 13            | 3   | 0  | 0  | 0 | 0  | 13 | 3   |    |
| Club Santos Laguna · México |                              |               |     |    |    |   |    |    |     |    |
| 1.ª | 2013-14                      | 24            | 4   | 3  | 1  | 2 | 0  | 29 | 5   |    |
| 1.ª | 2014-15                      | 29            | 2   | 15 | 1  | - | -  | 44 | 3   |    |
| 1.ª | 2015-16                      | 2             | 1   | -  | -  | 1 | 1  | 3  | 2   |    |
| 1.ª | Total club                   | 55            | 7   | 18 | 2  | 3 | 1  | 76 | 10  |    |
| 1.ª | Club Tijuana · México        | 2016          | 8   | 0  | 6  | 1 | 0  | 0  | 14  | 1  |
| 1.ª | Club Tijuana · México        | Total club    | 8   | 0  | 6  | 1 | 0  | 0  | 14  | 1  |
| 1.ª | Chiapas Fútbol Club · México | 2016          | 13  | 1  | 1  | 2 | 0  | 0  | 14  | 3  |
| Total club | Total club                   | Total club    | 13  | 1  | 1  | 2 | -  | -  | 14  | 3  |
| C. D. Cruz Azul · México | 1.ª                          | 2022-23       | 20  | 3  | 2  | 0 | 0  | 0  | 20  | 3  |
| Total club | Total club                   | Total club    | 20  | 3  | 0  | 0 | -  | -  | 20  | 3  |
| Mazatlán F. C. México | 1.ª                          | 2023-24       | 16  | 0  | -  | - | 0  | 0  | 16  | 0  |
| Mazatlán F. C. México | 1.ª                          | 2024-25       | 3   | 0  | -  | - | 5  | 0  | 8   | 0  |
| Total club | Total club                   | Total club    | 19  | 0  | -  | - | 5  | 0  | 24  | 0  |
| Total carrera | Total carrera                | Total carrera | 118 | 11 | 25 | 5 | 17 | 4  | 162 | 20 |
| (1)Incluye datos de la Copa México y Campeón de Campeones (2014-15) (2)Incluye datos de la Concacaf Liga de Campeones (2011-12, 2012-13), Copa Libertadores de América (2014) |                              |               |     |    |    |   |    |    |     |    |

## Selección nacional

### Categorías menores
En julio de 2012 fue convocado por el selectivo sub-20 para participar en el Torneo Lev Yashin y en la Copa Milk, en ambos torneos la selección resultó campeona. En octubre participó en el Cuadrangular internacional Sub-20 La Serena, en donde se terminó con un saldo de 1 victoria contra Colombia, un empate contra Argentina y una derrota contra el anfitrión Chile.
Fue convocado para disputar el Campeonato Sub-20 de la Concacaf de 2013, jugó todos los partidos y marcó en 2 ocasiones. México terminó campeón del torneo al vencer en la final a Estados Unidos (3-1) y así consiguieron la clasificando a la Copa Mundial de Fútbol Sub-20 de 2013. Disputó la Copa Mundial de Fútbol Sub-20 de 2013 celebrada en Turquía. Participó en las derrotas ante Grecia (1-2) y Paraguay (0-1), y en la victoria contra Malí, en donde anotó su único gol de la competencia, después de perder una bota, siguió corriendo y consiguió anotar tras un disparo cruzado. Se perdió el partido de octavos de final en contra de España debido a acumulación de tarjetas amarillas; México perdió 2-1 y fue eliminado de la competencia. 
Disputó con la selección sub-21 el Torneo Esperanzas de Toulon de 2013, jugó en la victoria ante Nigeria (2-0), la derrota frente a Brasil (1-0) y el empate ante Bélgica (1-1). En 2014 fue convocado de nueva cuenta para disputar el torneo francés, en esta ocasión jugó en las derrotas contra Portugal (2-0) y Francia (2-0), el empate ante Chile (2-2) y la victoria ante China (0-1). En ambos torneos, México fue eliminado en la primera fase.

### Absoluta
El 20 de octubre de 2013 fue convocado por el "Piojo" Miguel Herrera, entrenador del conjunto Tricolor, para participar en los entrenamientos rumbo a los partidos de reclasificación para asistir a la Copa Mundial de Fútbol de 2014 ante Nueva Zelanda.
Previo a iniciar el proceso de reclasificación, México jugó un encuentro en el Centro de alto rendimiento ante Altamira Fútbol Club (Liga de Ascenso de México) el 26 de octubre; el Tricolor venció 4-0 al conjunto tamaulipeco y Escoboza colaboró con una asistencia.
Debutó el 30 de octubre de 2013, en un partido amistoso ante Finlandia en San Diego; Escoboza ingresó al minuto 60 en lugar de Carlos Peña y 4 minutos después anotó gol a pase de Oribe Peralta. El encuentro finalizó 4-2 a favor del cuadro dirigido por Herrera.
En el juego de ida contra Nueva Zelanda, Escoboza ingresó al minuto 64 por Carlos Peña y al minuto 84 colaboró con una asistencia (gol de Rafael Márquez); en Wellington, entró al minuto 58 por Luis Montes y al minuto 86 y dio la asistencia para el gol de Carlos Peña, con el que el conjunto Tricolor ganó 2-4.
|                    | PJ | Minutos | Gol | Asistencias | Periodo |
| ------------------ | -- | ------- | --- | ----------- | ------- |
| Selección mexicana | 3  | 88      | 1   | 2           | 2013    |

#### Gol
| Fecha                 | Rival     | Gol | Resultado | Competencia |
| --------------------- | --------- | --- | --------- | ----------- |
| 30 de octubre de 2013 | Finlandia |     | 4-2       | Amistoso    |

#### Partidos internacionales
| Fecha                   | Rival         | Estadio                     | Resultado | Competencia             |
| ----------------------- | ------------- | --------------------------- | --------- | ----------------------- |
| 30 de octubre de 2013   | Finlandia     | Qualcomm Stadium, San Diego | 4-2       | Amistoso                |
| 13 de noviembre de 2013 | Nueva Zelanda | Estadio Azteca, Coyoacán    | 5-1       | Repechaje a Brasil 2014 |
| 20 de noviembre de 2013 | Nueva Zelanda | Estadio Westpac, Wellington | 2-4       | Repechaje a Brasil 2014 |

### Participaciones en fases clasificatorias
| Torneo                                   | Categoría | Sede                                 | Resultado        | Partidos | Goles |
| ---------------------------------------- | --------- | ------------------------------------ | ---------------- | -------- | ----- |
| Campeonato Sub-20 de la Concacaf de 2013 | Sub-20    | México                               | Campeón          | 5        | 2     |
| Copa Mundial de Fútbol Sub-20 de 2013    | Sub-20    | Turquía                              | Octavos de final | 3        | 1     |
| Torneo Esperanzas de Toulon de 2013      | Sub-21    | Francia                              | Primera fase     | 3        | 0     |
| Torneo Esperanzas de Toulon de 2014      | Sub-21    | Francia                              | Primera fase     | 4        | 0     |
| Eliminatorias Mundialistas 2014          | Absoluta  | Norteamérica, Centroamérica y Caribe | Cuarto lugar     | 2        | 0     |
| Total                                    | –         | –                                    | –                | 17       | 3     |

## Palmarés

### Campeonatos nacionales
| Título                     | Club               | País   | Año       |
| -------------------------- | ------------------ | ------ | --------- |
| Primera División de México | Club Santos Laguna | México | C. 2012   |
| Copa México                | Club Santos Laguna | México | A. 2014   |
| Primera División de México | Club Santos Laguna | México | C. 2015   |
| Campeón de Campeones       | Club Santos Laguna | México | 2014-2015 |

### Campeonato internacional
| Título                           | Club                | País   | Año  |
| -------------------------------- | ------------------- | ------ | ---- |
| Campeonato Sub-20 de la Concacaf | Selección de México | México | 2013 |